# Medea (1969)
Medea ist ein Film des italienischen Regisseurs Pier Paolo Pasolini mit Maria Callas in der Hauptrolle. Er entstand 1969 und ist eine freie Bearbeitung eines altgriechischen Mythos. Die Handlung beruht auf der literarischen Vorlage des Euripides aus dem Jahre 431 v. Chr.
In Medea inszeniert Pasolini unter Verwendung von Motiven des Medea-Mythos und der Argonautensage in beeindruckenden Bildern das Aufeinandertreffen zweier Kulturen. Die Unvereinbarkeit dieser Kulturen lässt die Beziehung der beiden Hauptfiguren, des pragmatisch rationalistischen Griechen Jason und der archaisch animistischen Priesterin Medea, in einer blutigen Tragödie enden.
Angelegt als Kritik an den westlichen Konsumgesellschaften mit ihrer Massenkultur, versucht sich der Film durch eine fragmentierte Erzählstruktur und seine eigenwillige Filmsprache der leichten Konsumierbarkeit zu entziehen. Von der Filmkritik, wenn auch mit Vorbehalten, überwiegend positiv aufgenommen, hatte er an den Kinokassen jedoch nur wenig Erfolg.

## Inhalt
Der Film beginnt mit einem Prolog: Der Königssohn Jason wird vom Zentauren Cheiron aufgezogen, der ihm in einem knapp zehnminütigen Monolog ein mythologisches Weltbild vermittelt, in dem alle Dinge beseelt und von Bedeutung durchdrungen sind. Ist Jason zu Beginn dieses Monologes noch ein kleines Kind, so erscheint er an dessen Ende bereits als junger Mann. Auch Cheiron hat sich gewandelt, er ist kein Zentaur mehr, und er berichtet nun von dieser Welt als einer vergangenen Welt, die ihr mythisches Wesen längst verloren hat. Der Zentaur eröffnet Jason schließlich, dass er aufgrund seiner Herkunft ein Anrecht auf den Thron des Pelias in Iolkos hat, dass dieser dafür aber im Gegenzug das Goldene Vlies der Kolcher verlangen wird.
Der folgende Teil des Filmes zeigt in 15 Minuten wie in einer ethnographischen Reportage fast ohne jeden Dialog die mythisch-religiös geprägte Welt der Kolcher, in der Medea, die Tochter des Königs Aietes von Kolchis, als Hohepriesterin lebt. Die Sequenz gipfelt in einem detailliert geschilderten Fruchtbarkeitsritual, bei dem ein junger Mann getötet, zerstückelt und sein Körper von den anderen Stammesmitgliedern auf die Felder ausgebracht wird, um die Ernte zu sichern.
In diese archaische barbarische Welt brechen nun die Griechen ein, um das von den Kolchern kultisch verehrte Vlies zu stehlen. Als Jason und Medea sich begegnen, verfällt sie ihm und hilft ihm, das heilige Widderfell zu rauben. Auf der Flucht vor den Verfolgern tötet und zerhackt sie ihren Bruder und wirft ihn in Teilen aus dem Wagen. Das Einsammeln der Leichenteile durch die Kolcher verschafft den Griechen den Vorsprung, durch den sie zu ihren Schiffen entkommen können. Medea fährt mit ihnen, doch schnell bemerkt sie, dass sie für ihre Liebe zu Jason nicht nur die Heimat, sondern auch ihren Glauben geopfert hat. In der Welt der Griechen sind all ihre Kenntnisse als Priesterin ohne Bedeutung, die beseelte Welt der Kolcher entzieht sich ihr. Jason bringt Pelias das Goldene Vlies, doch dieser verweigert ihm den Thron. Jason zeigt jedoch kein Interesse mehr an Iolkos und verzichtet. Er entlässt die Gefährten und geht mit Medea nach Korinth.
Es sind Jahre vergangen, als Jason in Korinth den Zentauren wiedertrifft, der ihm jedoch in zweifacher Gestalt begegnet, als Mann und als Zentaur: „Wir sind beide in dir“, erklärt der menschliche Zentaur, „der heilige Zentaur deiner Kindheit und der profane aus der Zeit des Heranwachsens, denn das Heilige bleibt neben dem neuen Profanen erhalten. Auch wenn die Logik des Heiligen so verschieden ist von der unserer Welt, dass wir sie nicht mehr verstehen können, so wird nichts es davon abhalten, in dir Gefühle zu wecken, Gefühle jenseits deiner Überlegungen und Interpretationen: in Wahrheit liebst du Medea.“
Doch Jason hat Medea bereits verlassen und sich entschieden, Kreusa, die Tochter des Königs Kreon von Korinth, zu heiraten. Medea lebt mit den gemeinsamen Kindern vor den Toren der Stadt, denn die Korinther sehen in ihr noch immer eine gefährliche Zauberin. Als ihr klar wird, dass sie trotz aller Anpassung als Fremde wohl niemals akzeptiert werden wird, wendet sie sich wieder ihrem Glauben zu und findet erneut Zugang zu ihrer alten, mythischen Welt. In einer Vision nimmt sie Rache an Kreusa und tötet sie mit einem brennenden Gewand, das sie ihr zur Hochzeit schenken will. Doch noch vor der geplanten Hochzeit verbannt Kreon Medea und ihre Kinder, denn ihre Anwesenheit belastet Kreusa schwer und gefährdet die Verbindung mit Jason. Jetzt sieht Medea keinen Ausweg mehr: Sie schickt Kreusa nun wirklich das Hochzeitskleid. Kreusa erträgt angesichts des Geschenkes ihre Zweifel nicht mehr und stürzt sich in den Tod. Daraufhin begeht auch der König Selbstmord. Medea hingegen ruft ihre Kinder zu sich und tötet sie in einem fast zärtlich zu nennenden Akt. Anschließend setzt sie ihr Haus in Flammen. Vom Dach des brennenden Hauses schleudert sie Jason ihre Verzweiflung entgegen. Mit ihrem Schrei „Jetzt ist nichts mehr möglich!“ endet der Film.

## Produktion und Veröffentlichung

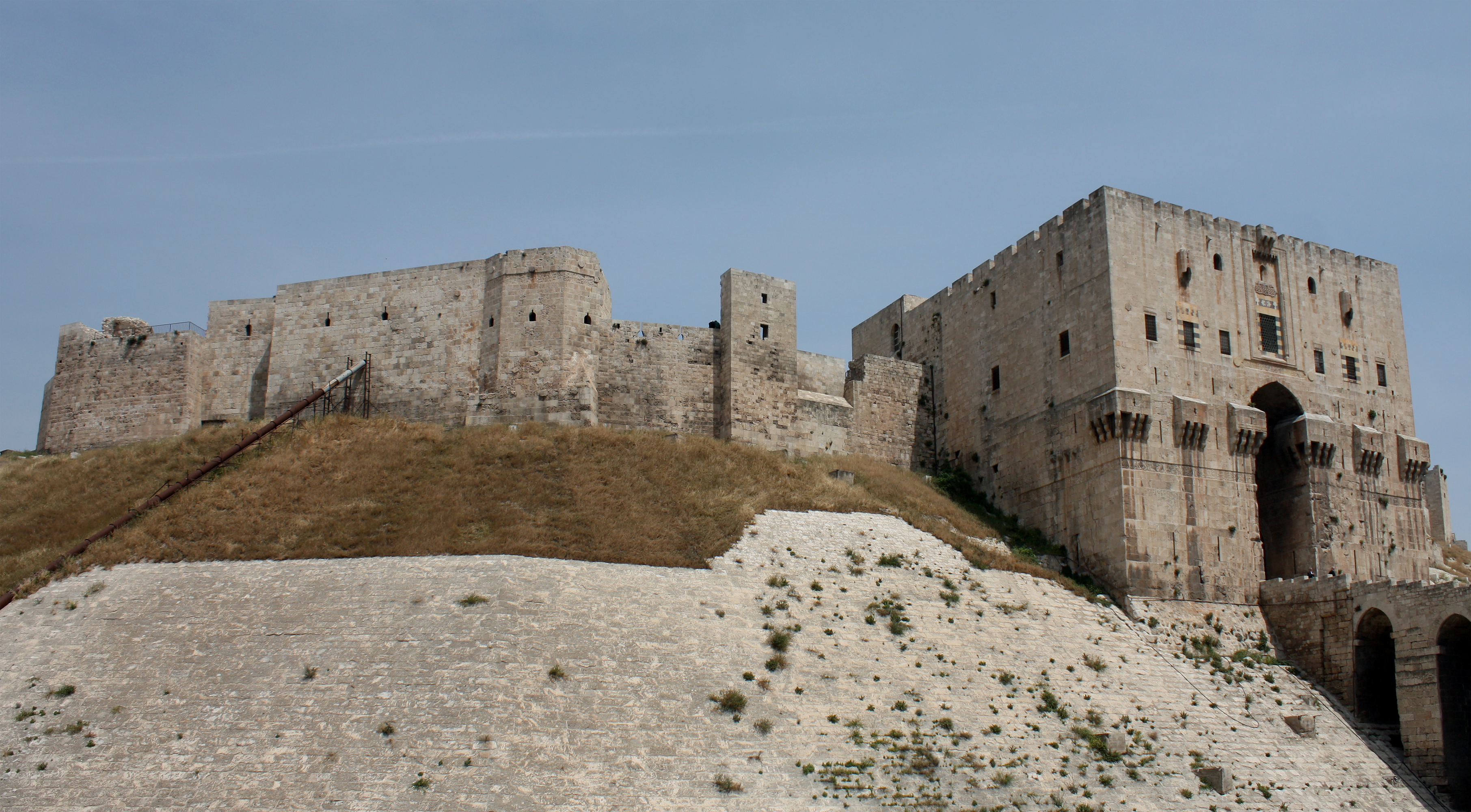
Die Zitadelle von Aleppo ist Pasolinis Korinth

Medea wurde zwischen Mai und August 1969 in den Cinecittà-Studios (Rom) und in der Türkei (Kappadokien), Syrien (Aleppo und Umgebung) und Italien (Laguna di Grado; Lido Marechiaro, Anzio; Piazza dei Miracoli, Pisa; Chia bei Viterbo) gedreht. Pier Paolo Pasolini führte Regie und schrieb auch das Drehbuch, für die Kameraführung war Ennio Guarnieri verantwortlich, für den Schnitt Nino Baragli, die Musikauswahl besorgten Pasolini und Elsa Morante. Produziert wurde der Film von Franco Rossellini und Marina Cicogna für die Unternehmen San Marco (Rom), Les Films Number One (Paris) und Janus Film und Fernsehen (Frankfurt am Main).
Am 27. Dezember 1969 fand die Weltpremiere des Films in Mailand statt. Einen Monat später wurde er mit einer Galapremiere in der Pariser Grand Opéra der internationalen Öffentlichkeit vorgestellt. Die Gala war ein gesellschaftliches Ereignis und fand in Anwesenheit der Präsidentengattin Madame Pompidou, etlicher Botschafter und zahlreicher Prominenter aus Kultur und Gesellschaft statt. Die Reaktionen auf den Film waren jedoch verhalten: „[man] applaudierte höflich und begab sich zum Dinner“. Weitere Premieren folgten in Japan (1970), den USA (1971) und Finnland (1972). In der Bundesrepublik wurde der Film erstmals am 17. April 1972 im Fernsehen (ARD, 22:50) gezeigt; erst im Oktober 1979, mit fast zehnjähriger Verspätung, gelangte er in die Kinos. Am 2. Januar 1988 war die Premiere im Fernsehen der DDR (DFF 2) und am 14. November 2000 erschien der Film auf Video.
Medea war Pasolinis Film mit dem größten Budget, hatte aber in seiner kompromisslosen Konzeption nur sehr bescheidenen wirtschaftlichen Erfolg. In den ersten fünf Jahren spielte der Film in Italien mit knapp 30 Millionen Lire nur einen Bruchteil der über 915 Millionen Lire ein, die Pasolinis bis dahin in dieser Hinsicht erfolgreichster Film Teorema (1968) im gleichen Zeitraum an den Kinokassen erzielte. Selbst sein Debütfilm Accattone (1961) hatte mit etwa 390 Millionen Lire ein Vielfaches erbracht.

## Filmanalyse

### Literarischer Hintergrund

#### Medea und die Argonautensage
Der Film ist eine freie Bearbeitung der Tragödie Medea des Euripides, die sich aber darauf beschränkt, der Vorlage „einige Zitate zu entnehmen“ (Pasolini). Zudem verwendet der Film in der ersten Hälfte, vergleichbar fragmentarisch, Motive der Argonautensage, die die Vorgeschichte zu Medea erzählt; der Text des Euripides setzt erst in Korinth ein. Es fallen vor allem die erzählenden Elemente weg, so etwa alle Abenteuer der Argonauten, doch auch in der Geschichte von Jason und Medea entstehen Lücken, die das Verständnis der Handlung erschweren. Das Personal wird auf das Nötigste reduziert, die zahlreichen berühmten Helden der Argonautensage, unter ihnen Herakles und Orpheus, werden zu einem Haufen namenloser junger Abenteurer, fast alle anderen Nebenfiguren entfallen komplett.
Pasolini fokussiert den Film ganz auf die Begegnung von Jason und Medea, deren Beziehung aber nicht im eigentlichen Sinne erzählt wird, er nutzt diese Konstellation vielmehr als Rahmen und Hintergrund für das Aufeinanderprallen der völlig gegensätzlichen Kulturen der beiden Hauptfiguren:

„Medea ist die Gegenüberstellung des archaischen, priesterlichen Universums mit der Welt Jasons, einer rationalen und pragmatischen Welt. Jason ist der zeitgemäße Held (die mens momentanea), der nicht nur den Sinn für das Metaphysische verloren hat, sondern sich nicht einmal mehr Fragen dieser Art stellt. Er ist der willenlose ‚Techniker‘, dessen Streben ausschließlich dem Erfolg dient.“

Schon in der Besetzung spiegelt sich dieser Gegensatz wider, wenn Pasolini der großen Tragödin Maria Callas mit dem Laiendarsteller Giuseppe Gentile einen rationalen, erfolgsorientierten Leistungssportler an die Seite stellt. Gentile gewann 1968 für Italien bei den Olympischen Sommerspielen die Bronze-Medaille im Dreisprung.

#### Eliade, Frazer, Lévy-Bruhl
Pasolini hat in Interviews stets betont, dass die Grundlage des Filmes nicht in erster Linie im Medea-Mythos zu sehen ist, sondern vor allem in theoretischen Texten von Mircea Eliade, James Frazer und Lucien Lévy-Bruhl zur Religionsgeschichte, Ethnologie und Anthropologie. Von der Filmkritik wurde dies zunächst nur am Rande zur Kenntnis genommen und, wenn überhaupt, nur als allgemeines intellektuelles Fundament des Films gesehen oder auf den ethnologischen Charakter der Sequenz in Kolchis bezogen. Spätere wissenschaftliche Analysen zeigen jedoch eine viel weitergehende Bedeutung dieser Texte bis hinein in Details der Bildsprache und der Ausstattung.
Die drei genannten Theoretiker beschäftigen sich, wenn auch mit unterschiedlichen Schwerpunkten und Ergebnissen, mit Fragen des Mythos und der Religion. Es geht dabei unter anderem um die Frage, ob es ein mythisches Denken gibt, in dem Logik, die Trennung von Subjekt und Objekt, konsistente Zeit und Raum und Kausalität nur eine untergeordnete Rolle spielen. Zudem wird untersucht, in welchem Verhältnis dieses mythische Denken zum logischen Denken stehen könnte: sind es zwei völlig unabhängige Arten des menschlichen Erkennens, ist das mythische Denkmodell eine Vorform des logischen Denkens oder handelt es sich um zwei gleichberechtigte Varianten, die in unterschiedlichen Gesellschaften nur unterschiedlich stark ausgeprägt sind? Pasolini bezieht mit Worten des Zentauren Stellung: „das Heilige bleibt neben dem neuen Profanen erhalten. Auch wenn die Logik des Heiligen so verschieden ist von der unserer Welt, dass wir sie nicht mehr verstehen können, so wird nichts es davon abhalten, in dir Gefühle zu wecken, Gefühle jenseits deiner Überlegungen und Interpretationen.“

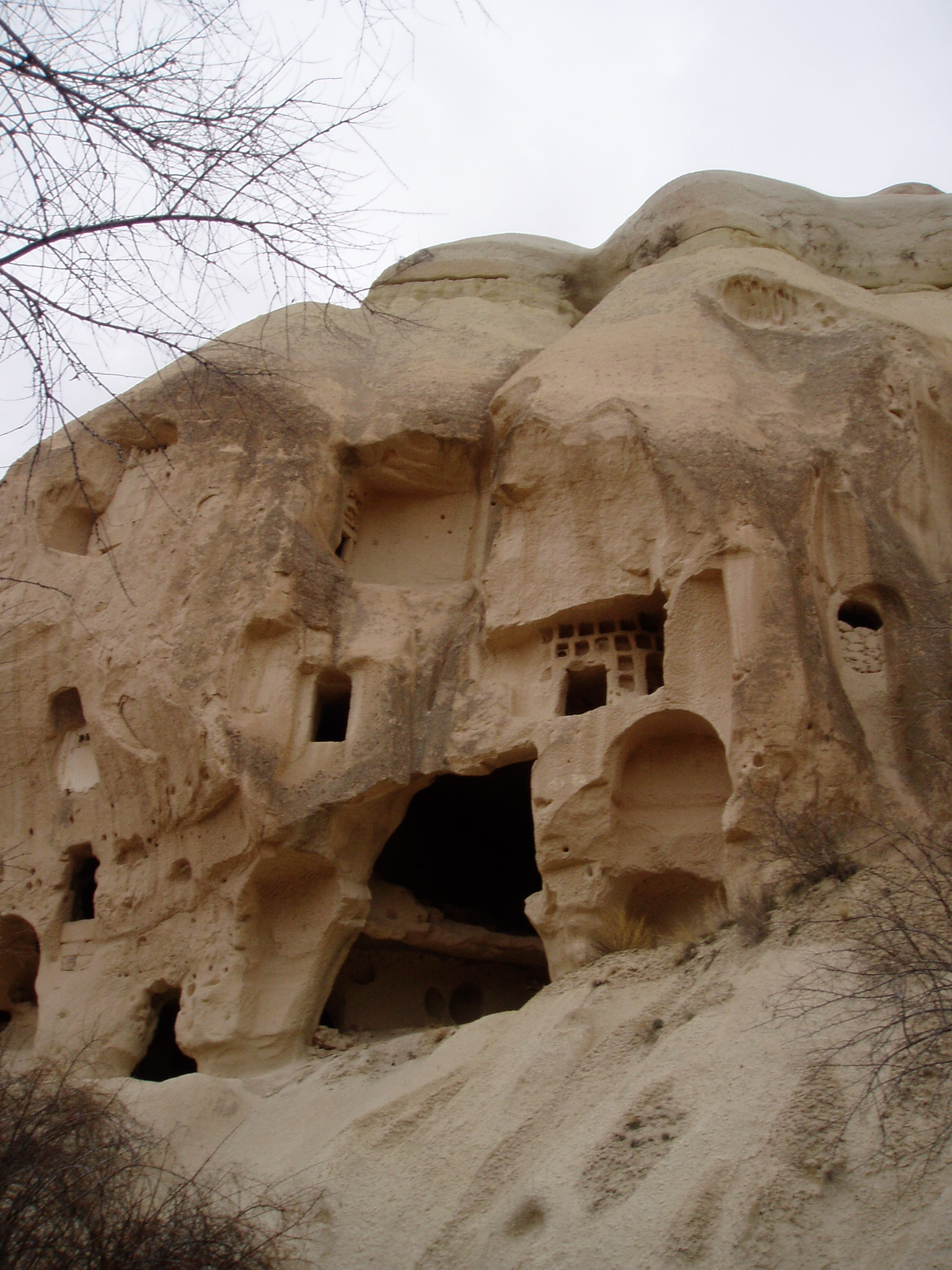
Höhlenarchitektur in Kappadokien

Eliade, dessen Werk Das Heilige und das Profane (1957) im ersten (Arbeits-)Drehbuch explizit erwähnt wird, beklagte in seinen Arbeiten wie Pasolini den Bedeutungsverlust des Mythos (und der Religion) in der modernen Gesellschaft. Bei ihm entlehnte Pasolini das Konzept, das die Gegensatzpaare Heilig – Profan und Chaos – Ordnung in Beziehung zu archaischen und modernen (antiken) Gesellschaften setzt. Die sakralen, ursprünglichen Gesellschaften sind dabei durch periodisch wiederkehrende Rituale gekennzeichnet, die ihre innere Ordnung begründen und stabilisieren und sie über den Mythos in einen engen Bezug zur Welt (Kosmos) setzen. Im Gegensatz dazu ist das Prinzip der modernen Gesellschaften der lineare Fortschritt, der sich immer weiter vom Heiligen entfernt.
Dieser Gegensatz zwischen einem zirkulären und einem linearen Prinzip, von Kreis und Linie, bestimmte weite Teile der visuellen Konzeption von Medea. Pasolini verlegte die Welt der Kolcher vom Schwarzen Meer in die organisch anmutende Landschaft Kappadokiens mit ihrer rundlichen, in die Natur eingebetteten Höhlenarchitektur, stattete sie mit etlichen kreisförmigen Kultgegenständen wie Sonnenrädern aus und zeigte detailliert ihre wiederkehrenden Rituale. Dagegen setzte er die lineare, zielgerichtete Welt der Griechen: als sie die Welt der Kolcher erreichen, bauen sich die Argonauten am Strand in einer langen Reihe auf, bevor sie ohne Rücksicht in diese Welt einbrechen, um ihr Ziel, den Diebstahl des Goldenen Vliesses, zu erreichen. Die Welt der Griechen ist im Film die streng geometrische, rationale Architektur der Zitadelle von Aleppo und des Dombezirkes von Pisa, in denen die in Korinth spielenden Szenen gedreht wurden. Als Medea mit den Griechen flieht, beklagt sie bei der Ankunft in Griechenland in einer furiosen Szene das Fehlen eines Zentrums, einen Verlust, durch den sie den Zugang zu ihrer mythischen Welt verliert.
Frazers Hauptwerk Der goldene Zweig (1890), beschäftigt sich mit dem vergleichenden Studium der religiösen Vorstellungen und Riten in der Antike und vormodernen Gesellschaften. Hier fand Pasolini das Material, aus dem er die fiktiven Bräuche und Riten der Kolcher zusammenstellte. Vermutlich standen die Menschenopfer der Fruchtbarkeitsriten der Khonds Pate für die Riten der Kolcher. Die Khonds sind ein indigener Volksstamm in der Provinz Orissa in Nordost-Indien. Bei ihren Opferriten finden sich viele Merkmale, die auch das Ritual in Medea kennzeichnen: die Bestimmung eines Opfers aus der Mitte der Gemeinschaft und seine respektvolle Verehrung, die Opferzeremonie unter Teilnahme des ganzen Stammes, von der niemand ausgeschlossen werden durfte, die (im Film nur angedeutete) Ruhigstellung des Opfers mit Drogen, seine rituelle Bemalung vor der Opferung, das Binden an einen Pfahl, die Zerstückelung des Leichnams und das Ausbringen und Vergraben der Leichenteile auf den Feldern durch die Stammesmitglieder.

### Pasolinis philosophisches Weltbild
Pasolinis philosophisches Weltbild speiste sich aus den Erfahrungen und Einsichten, die er als junger Mann in den 1940er und frühen 1950er Jahren in der bäuerlich geprägten Welt des Friauls und der des Subproletariates der römischen Vorstädte gewann. Diese (Teil-)Gesellschaften mit ihren eigenen kulturellen Wertesystemen und Traditionen stellte er in Kontrast zum hedonistischen Nihilismus des gesellschaftlich und politisch dominierenden Kleinbürgertums, dem er selbst angehörte, mit ihnen verband er die Utopie eines gesellschaftlichen Neuanfangs nach dem Faschismus. Der Wirtschaftsaufschwung Italiens in den 1960er Jahren machte jedoch diese Utopie zunichte, die prosperierende Welt des Konsums assimilierte und integrierte diese Gegenwelten widerstandslos und beseitigte nicht zuletzt durch die Massenmedien zugunsten des Bürgertums die kulturellen Unterschiede, auf denen Pasolinis utopischer Entwurf gründete.

### Pasolini und die Dritte Welt
In Medea überträgt Pasolini dieses zentrale Thema, den Verlust von Traditionen und Werten, des Mythischen und Heiligen in einer zunehmend rationalen, materialistischen und am Konsum orientierten Gegenwart, gleichzeitig auf die Welt der antiken Mythen und die aktuelle Zeitgeschichte:

„Wenn Sie so wollen, könnte dies genauso gut etwa die Geschichte eines Dritteweltvolks, eines afrikanischen Volks sein, das dieselbe Katastrophe erlebt, da es mit der abendländischen materialistischen Zivilisation in Berührung kommt.“

Pasolini hatte sich in den 60er Jahren zunehmend mit der Dritten Welt beschäftigt, schon 1961 bereiste er mit Elsa Morante und Alberto Moravia Indien, zahlreiche Reisen nach Afrika schlossen sich an. 1967/68 entstanden die filmischen Notizen über einen Film über Indien (Appunti per un Film sull’India), unmittelbar vor Medea drehte er in Uganda und Tansania die Notizen zu einer afrikanischen Orestie (Appunti per un’Orestiade Africana), erneut vor dem Hintergrund eines griechischen Mythos, der Orestie des Aischylos (458 v. Chr.).
Nach dem absehbaren Scheitern seiner Utopie in Italien und den westlichen Industrienationen, suchte Pasolini in den neu entstehenden afrikanischen Nationalstaaten mit ihren vorindustriellen, religiös geprägten Kulturen nach Verbündeten, nach Beispielen für kulturell eigenständige und vom Kapitalismus unabhängige Entwicklungen moderner Gesellschaften. Doch auch diese Hoffnung wurde zunehmend enttäuscht, es blieb ihm, dass er die „Zerstörung der Kulturen der Dritten Welt durch die Industriestaaten im Namen des Fortschrittes, des Wachstums und der Freiheit protestierend festhält und das Recht auf Widerstand – und wäre es auch nur das auf die Selbstzerstörung, wie sie Medea in ihrer Verzweiflung ausführt – empathisch postuliert“.

### Filmsprache
Medea ist ein sperriger Film, der die konventionellen Erwartungen eines Publikums in fast allen Punkten unterläuft. Das beginnt schon bei der Besetzung der Medea durch Maria Callas, für die neben künstlerischen sicher auch kommerzielle Gründe eine Rolle spielten. Maria Callas war 1969 noch immer ein großer Star und hatte bereits als Medea in Cherubinis gleichnamiger Oper Furore gemacht. Bislang hatte sie jedoch alle Filmangebote ausgeschlagen, denn sie „glaube nicht an die Möglichkeit, Theater in Film zu verwandeln.“ (Callas)
Doch Pasolini hatte auch gar nicht vor, eine Oper zu verfilmen, er lässt die Callas in ihrer ersten und einzigen Filmrolle keinen einzigen Ton singen, nur wenige Dialoge sprechen, er inszeniert sie, die für ihre expressive Bühnenpräsenz berühmt ist, über weite Strecken gegen ihr Image, statuarisch, streng, zurückgenommen. „Über ihre professionellen Fähigkeiten bin ich sehr wohl im Bilde, doch sie interessieren mich kaum“, teilte er in einem Interview mit, „die individuellen Züge der Callas sind es, aus denen ich die Medea formen kann. […] Hier ist eine Frau, die in gewisser Hinsicht als die modernste aller Frauen gelten kann; doch in ihr lebt eine Frau aus uralten Zeiten – fremdartig, mysteriös, magisch, mit furchtbaren inneren Konflikten.“ (Pasolini) Pasolini entdeckte im Leben der Callas Parallelen, sah in ihr eine moderne Medea: sie stammte aus einem einfachen sozialen Umfeld und war in eine andere, fremde Welt der Stars und des Großbürgertums gegangen – und auch sie steckte nach der 1968 gerade vollzogenen, schmerzhaften Trennung von Onassis in einer schweren Krise.
Der Film verweigert sich auch in der Dramaturgie, statt einer durchgängigen Handlung reiht Pasolini Motive der beiden Sagen zwar chronologisch, doch mit großen Auslassungen aneinander. Er bricht mit Medeas Rachevision dann auch den linearen Ablauf und bietet eine zweite, filmisch völlig gleichwertig behandelte Version des Todes der Kreusa und ihres Vaters an. Außerdem irritiert die fehlende Festlegung auf ein Filmgenre: der Film wechselt zwischen Fabel, ethnographischer Reportage und Liebesdrama, ein Liebesdrama zudem, das die Beziehung von Medea und Jason ungewöhnlich zurückhaltend und emotional unterkühlt erzählt.
Ungewöhnlich ist auch die unerwartete, detaillierte Darstellung eines Menschenopfers der Kolcher, deren ethnographisch-dokumentarischer Stil zu einer starken unmittelbaren Wirkung der Gewaltdarstellung beiträgt. Pasolini hatte zunächst mehrere Rituale geplant, diese jedoch zum Teil bereits in der intensiven inhaltlichen Diskussion mit Rossellini gekürzt, zum Teil aber auch erst beim Schnitt aus dem Film genommen.
Auch der Ton trägt zur Irritation bei, Pasolini setzt eine für westliche Ohren sehr fremdartige Musik ein, sakrale Musik aus Japan und Liebeslieder aus dem Iran, deren offensichtliche Asynchronizität und teilweise Verfremdung dem Film eine ganz eigene Ebene hinzufügen. Darüber hinaus verwendet Pasolini auch bei Medea keinen Originalton, sondern lässt den Film bereits in der Originalversion komplett synchronisieren, um dem „Natürlichen“ entgegenzuwirken und die Stimmen künstlerisch kontrollieren zu können.

#### DasKino der Poesie
Nicht zuletzt wurden dem Film von der Kritik immer wieder zahlreiche handwerkliche Mängel vorgeworfen, vor allem in der Kameraführung, den Anschlüssen, dem Schnitt („schneidet dann wieder wie ein filmischer Analphabet“), aber auch in der Ausstattung (“anachronisms like cathedrals and potatoe dinners”). Die handwerkliche Kompetenz des Teams steht allerdings außer Frage: „[Pasolini] hatte den besten technischen Stab, der damals zu kriegen war“ (Laurent Terzieff), tatsächlich handhabte das Team etwa die Anschlüsse geradezu virtuos: als Medea in Korinth von ihrem Haus zum königlichen Palast eilt, durchquert sie in den wenigen Sekunden dieser vollständig homogen wirkenden Sequenz de facto vier weit auseinanderliegende Drehorte, zwischen deren Aufnahme teilweise Monate vergangen waren: Innenaufnahmen im Haus der Medea: Cinecittá Studios, Außenansicht: Anzio bei Rom, Korinth, äußere Mauer: Aleppo, Syrien, innerer Palastbezirk: Pisa.

„Ich versuche eine Sprache zu finden, die den Durchschnittsmenschen oder den Durchschnittszuschauer in seinem Verhältnis zur Sprache der Massenmedien in die Krise treibt. [… Es] geschieht das gerade deswegen, weil ich die Tyrannei der Massenmedien für eine Form der Diktatur halte, der ich nicht einmal die kleinsten Zugeständnisse zu machen bereit bin.“

In seinem Essay Das Kino der Poesie entwickelte Pasolini schon 1965 eine eigene Theorie für eine moderne Filmsprache. Sie beruht (verkürzt) auf der Annahme, dass Bilder als Grundlage einer Sprache des Films im Gegensatz zur historisch gewachsenen literarischen Sprache nicht objektivierbar sind, also beispielsweise nicht in einer Art von verbindlichem Wörterbuch erfasst werden können. Stattdessen bleiben sie ihrem Wesen nach immer subjektiv und konkret, werden niemals abstrakt. So wie in der Poesie (Lyrik) der subjektive, den eigenen formalen Kriterien unterworfene Einsatz der Sprache als künstlerisches Mittel stets erkennbar bleibt, soll diese Subjektivität auch im Film gezielt thematisiert werden; es geht also nicht darum, wie beim traditionellen Erzählkino, den Betrachter „die Kamera nicht spüren zu lassen“ (Pasolini), sondern im Gegenteil darum, die Kamera als künstlerisch-poetisches Werkzeug des Stiles erfahrbar zu machen. Die im traditionellen Film als Fehler empfundenen Merkmale, wie „das nur scheinbar zufällige Gegenlicht mit seinen Blitzern auf dem Film, die Bewegungen der Handkamera, die ausgedehnten Fahrten, die absichtlich falschen Montagen, die irritierenden Anschlüsse, das endlose Verharren auf ein und demselben Bild, etc. etc.“ (Pasolini) werden zum Stilmittel einer „rezenten technisch-stilistischen Tradition.“ (Pasolini)
In Medea verbindet sich die theoretische Reflexion über die Möglichkeiten einer modernen Filmsprache mit der Ablehnung einer die Gesellschaft gleichschaltenden Massenkultur, deren möglicher Vereinnahmung sich Pasolini durch die Kompromisslosigkeit seiner Filmsprache zu entziehen sucht.

## Kritiken
„Die der antiken Sage entlehnte Geschichte der Medea, die als verstoßene Gattin fürchterliche Rache übt, interpretiert als Tragödie des Menschen zwischen barbarisch-sakraler und zivilisiert-rationalistischer Kultur. Die ästhetische Stilisierung großer Leidenschaften und Grausamkeiten setzt eine gewisse Vertrautheit mit dem mythologischen Hintergrund und Pasolinis dichterisch-philosophischem Weltbild voraus. Sehenswert.“

„Der Film könnte einer gründlichen Untersuchung dessen dienen, was Bildersprache im modernen Film ästhetisch zu leisten vermag. […] Medea ist ein bedeutender Film, den man hoffentlich nicht nur auf einigen Festivals wiederfinden wird.“

“Perhaps Jason and his men are todays predators, Medea their victim. But too much searching is needed to get the root of this imposing but too often febrile version of an ancient tragedy. Shooting in Syria, Turkey and Italy give fine landscapes and exoticism but not the life and inexorable tragic overtones to give this a basic impact that would have made its many symbols and themes on nature […], basic instincts of love and religion and its political aspects clearer.”

„Vielleicht sind Jason und seine Männer Täter von heute und Medea ihr Opfer – doch ist es zu schwierig, zum Kern dieser beeindruckenden und doch zu häufig auch fiebrigen Version einer antiken Tragödie zu gelangen. Syrien, die Türkei und Italien geben eine großartige und exotische Kulisse ab, aber es fehlen das Leben und die unerbittlichen tragischen Untertöne, die es bräuchte, um die zahlreichen Symbole, die Fragen der Natur, […] die grundlegenden Beweggründe von Liebe und Religion und ihre politischen Aspekte herauszuarbeiten.“

„Es ist unverkennbar, obwohl Pasolini das nie deutlich ausspricht, es vielmehr immer nur andeutet, dass mit dieser Medea das Verhältnis Europas, dieser kalkulierenden Welt ohne Götter, zu den Ländern der Dritten Welt gemeint ist – das Verhältnis so, wie Pasolini es sieht. […] Pasoloni ist ein Meister der Schönheit, der Schönheit und des Grauens, das bei ihm Schönheit, weil voller sakraler Gebärde, wird.“

Medea is uneven, but I admire the reckless courage of its conception, even when it goes wrong. When it is right, as in the poetic and funny prologue, delivered by the centaur, and in its eerie evocation of Medea’s world, which is (according to Pasolini) our subconcious world, it is superb.

„Medea ist unstimmig, aber ich bewundere die waghalsige Courage seiner Konzeption, selbst da, wo sie nicht funktioniert. Wo sie funktioniert, wie etwa im poetischen und komischen Prolog des Zentauren und in der unheimlichen Beschwörung von Medeas Welt, die (nach Pasolini) unsere unterbewusste Welt ist, dort ist sie grossartig.“

„Die angebotene tiefsinnige Deutung, hier werde alter Mythos in Gegensatz gestellt zu einer neuen atheistischen Zeit, mag annehmen, wer in diesen Orgien kitschiger Massenszenen mehr Menschheitsgeschichte zu entdecken vermochte als in den Katastrophengemälden eines Piloty […]. Willkürlich verwendete Bruchstücke der Argonautensage ergaben nur wilde Aktionen ohne Hintergrund und inneren Zusammenhang.“

„In jener Oberklasse des Kinos, in welche Pasolini unbestreitbar gehört, bewegt sich seine Medea zwischen den Noten bemüht, mittelmässig und schlecht. […] Unabhängig von ihrer interpretatorischen Absicht gelang es Pasolinis Mythentravestie, den Augenzeugen durch die Bildersprache zu fesseln.“

„Eingestanden sei, dass einem vor solch schönen, vollkommenen Filmen das kritische Wortemachen vergehen kann: die Wirkung dieses unerhört starken Stoffes, den Pasolini in ganz ungeheuerlich bewegenden Bildern erzählt, widersteht der Beschreibung auf fast demütigende Weise. […] Pasolinis Verdienste sind nicht die eines grossen Mythendeuters, sondern eines grossen Regisseurs.“

Medea is beautiful to watch, baffling to follow, and interesting to analyse on paper. As a piece of filmmaking, presumably aimed at attracting audiences, it is unnecessarily slow, emotionally sterile, and extremely boring.

„Medea ist wunderbar anzusehen, schwierig zu verfolgen und interessant zu analysieren. Als Film, mutmaßlich dazu gedacht, ein Publikum zu gewinnen, ist er unnötig langsam, emotional steril und extrem langweilig.“

„Was mag Pasolini bewogen haben, sich den Medea-Stoff vorzunehmen, der Sage ihre bunten Abenteuer zu streichen, sie überhaupt nicht eigentlich zu erzählen, sondern raten zu lassen? […] Wir sehen: fremde Gesichter, fremdere Landschaften, fremdeste Bräuche, angeordnet in einem schwer nachvollziehbaren Gedankengang – phantastische Ethnologie.“

„Diese Art Parteinahme für das Mythische, Vorzivilisatorische bestimmt auch […] die filmische Struktur und Qualität von Medea. Es ist ein wilder, gewalttätiger, an Widersprüchen reicher, disharmonisch-unversöhnlicher Film, vor dem die konventionellen Fragen nach einem ästhetischen Ge- oder Mißlingen artig unangemessen wirken.“

## Trivia
Pasolini und die Callas „Pasolini war so ziemlich der am wenigsten wahrscheinliche Regisseur, der die Callas schließlich zum Film bringen sollte,“ schreibt ein Biograph, und tatsächlich war die Ausgangslage mehr als unwahrscheinlich: Auf der einen Seite der kommunistische Intellektuelle, bekennende Homosexuelle, Skandalregisseur, Publizist und Autor, der zudem mit der Oper nicht sonderlich viel anfangen konnte, und auf der anderen Seite die in Italien – wohl zu Unrecht – für ihre Launenhaftigkeit berüchtigte, großbürgerliche und völlig unpolitische Diva, die Teorema, einen der letzten Filme Pasolinis, entrüstet mitten in der Vorführung verlassen und den Regisseur Freunden gegenüber kurzerhand zum Verrückten erklärt hatte. Doch ein weiterer Faktor kam hinzu: Maria Callas befand sich nach der Trennung von Onassis in einer schweren Krise, nun wollte sie unbedingt ihre Unabhängigkeit beweisen und sich neu erfinden. Das Angebot zu Medea hätte wohl zu keinem günstigeren Zeitpunkt kommen können: Sie war eng mit Rossellini, dem Produzenten des Films, befreundet, vertraute ihm und sagte zu.
Tatsächlich entwickelten sich die Dinge völlig unerwartet: Von Beginn an gab es zwischen Pasolini und Callas ein Gefühl des gegenseitigen Vertrauens und Respektes, die „schwierige“ Diva erwies sich trotz fehlender Filmerfahrung und der teils sehr schwierigen Drehbedingungen als absolut unkompliziert, professionell und zuverlässig. Bald entstand zwischen beiden eine tiefe, gegenseitige Zuneigung, sie verbrachten während und auch nach den Dreharbeiten viel Zeit miteinander, Pasolini zeichnete sie und widmete ihr öffentlich Gedichte, sie fuhren gemeinsam zu Freunden und in den Urlaub: Griechenland, Afrika, …; in der Boulevardpresse wurde bereits über eine bevorstehende Heirat spekuliert. Soweit kam es nicht, doch nach Pasolinis Tod 1975 sprach die Callas davon, dass sie einen Bruder verloren habe.
Die Heimat des Zentauren Cheiron, im Film das Alter Ego des Regisseurs, wurde auf der winzigen Insel Safon in der Lagune von Grado gedreht (Lage). Pasolini hatte die Insel beim Segeln mit einem langjährigen Freund, dem Maler Giuseppe Zigaina entdeckt. Er mietete die Insel und verbrachte dort selbst einige Sommerwochen in seiner „archaischen, mythischen“ Welt.